# دييغو سباستيان ريباس
دييغو سباستيان ريباس (بالإسبانية: Diego Sebastián Ribas) هو لاعب كرة قدم أوروغواياني، ولد في 25 يونيو 1980 في مونتفيدو في الأوروغواي. لعب مع ديفينسور سبورتينغ ونادي ليفربول وناسيونال مونتيفيديو.